# Tata Young
Tata Young (Bangkok, Tailandia; 14 de diciembre de 1980) es una cantante, actriz y modelo tailandesa nacionalizada estadounidense. Tata comenzó su carrera artística a los 15 años de edad en su país natal. En 2004 editó I Believe, su primer álbum en inglés, gracias al cual logra la internacionalización de su carrera.

## Biografía

### 1991-1992
Tata Young es hija única de su padre estadounidense Tim Young y su madre tailandesa. Empezó por su afición a cantar y bailar a los 11 años, participó en un concurso musical que junto a 5.300 niños a ser ganador coronado de la división internacional de la competencia menor a nivel nacional Thailand Junior Singing Contest con una actividad de una noche solo. Entre los premiados ella ganó un teclado, que fue presentado a su escuela Bangkok Patana.

### 1994-1995
La victoria le permitió un contrato con Yamaha Music para entrarla en el mundo de los negocios. En 1994, a los 14 años de edad, cogieron el ojo de los ejecutivos de A&R y de GMM Grammy, la más grande conglomeración de música de Tailandia, ofreciéndole un contrato.
Ella pronto lanzó su álbum debut con la lengua tailandesa Amita Tata Young, al principio llegó a lo alto de las listas y vendieron más de 1 millón de discos en solo 5 meses. Cuándo cumplió 15 años, su carrera fue reluciendo cuando las ventas de Tata 1.000.000 copies celebration, que con su sencillo debut “Chan Rak Thur (I Love You)” que le brindaron a Tata el número de 1.000.000 copias.
En su primer año en el mundo de la música se respaldó en los premios y los espaldarazos, los premios incluyendo a “Mejor Actriz del Año” por la prensa de Bangkok, también “Mejor grabación musical en 1995”, otro premio fue “Mejor video del Año”, premiados el #1 y #2 “Singles del año” y el mejor de todos “Mejor Álbum Musical del Año” por Amita Tata Young en las “Radio Votes Awards” en Tailandia.

### 1996-1997
El fondo eurasiático de Tata la ayudó a salir de su país Tailandia para realizar su carrera musical al exterior. 
Fue elegida para representar Tailandia para la difusión australiana en el programa de televisión World Telly Broadcast, que era difusión en el mes de febrero en 1996. El programa fue considerado por la audiencia y a través de Asia Sur-Oriental. En abril de 1996, Tata sostuvo su programa “Tata Live in Hollywood Concert” en el Hollywood Palladium. Era un momento raro para que un cantante de alguna parte de Asia estuviera delante de un público americano, pero los americanos la recibieron excepcionalmente.
El gobierno chino la seleccionó para representarlos en un concierto de la fecha del el 5 de julio de 1997 para marcar tendencia en la entrega de Hong Kong.
Ella realizó diferentes tipos de actos internacionales como: Wet, Wet, Wet, Michael Learns to Rock, Lisa Stansfield, All 4 One and Brand New Heavies. También en 1997, Tata sintió bien al actor en 14 años para recibir el premio “Golden Pikkanes God Award” presenta por la asociación musical de Tailandia bajo el patrocinio del Rey.
Ella formó Tata Young Fan Club en 1997 bajo la auspicia de su compañía “Tata Entertainment” para conseguir una recolección de ayuda de sus fanes para los niños tailandeses. Ella firmó por las agencias: Agencia Los Ángeles, McGhee Entertainment, han trabajado con Bon Jovi, Liz Phair y Diana Ross.

### 1997-2003
Tata también tiene una carrera de modelo y una carrera de actriz. Ella empezó con un drama de la juventud con la película “The Red Bike Story” en nuestro idioma “La Historia de la Bicicleta Roja” rompió los récords de la audiencia en la industria tailandesa de la película.
Su debut le hizo ganar el premio “Mejor Actriz (Tailandia)” presentado por la Fourth Annual Blockbuster Entertainment Awards en 1997. Ella no acabó su carrera de actriz aquí estreno dos películas más que fueron “O-Negative” y “Plai Tien” está última muy poco nombrada. La revista ELLE la nombró en el número uno de “Las 10 personas más influyentes de Tailandia”.Sacó en el año 1997 los discos: Amazing Tata y Mos & Tata 
Tata también fue elegida para en “Reach for the Stars” en el comienzo de la ceremonia para 1998 de juegos asiáticos en Bangkok. En este mismo año Asiaweek declaró a la cantante como “Una de las 25 más influyentes de la tendencia en Asia”, también con el éxito de su carrera sacó “Tata Remix” y la banda sonora de “O-Negative”. Pasando el tiempo en el año 2001, Tata sacó un álbum mismo-subtitulado bajo algunos expedientes de la compañía TERO. El éxito era inmediato, las canciones de casi todo el álbum incluyendo “Shot”, "A-bo-da-be", "Tua Saeb", "Wan Jai" and "Keb Chan Wai Yuen Khang Thoe Tham Mai" escalaron a lo más alto de las listas. En el 2003 gracias a la compañía TERO sacó un disco coproducido por ella coescrito por ella llamado REAL TT incluyendo canciones como “Super Fan” y la canción “Khon” de Keb Thoe Wai Thang de los yacs. 
Tata en este año hecho cara a las fuertes acusaciones y críticas de la prensa tailandesa, gracias a su romántico noviazgo con el tenista Paradorn Srichaphan, tras las graves acusaciones diciendo que Tata se había enamorado de él para subir las ventas, la fuerte presión de los familiares de Paradorn y la prensa el noviazgo acabó.

### 2004- 2007
Tata cultivó un nuevo éxito dejando sus años mozos adolescentes y a GMM Grammy, sacando en el idioma inglés su álbum debut “I Believe” por Columbia Records, el disco fue lanzado un 14 de febrero en Singapur. Muchos periodistas internacionales acudieron a la rueda de prensa que dio, lanzó así su primer sencillo “Sexy Naughty Bitchy” que fue un escándalo en Tailandia. En Malasia, ella tuvo que cambiar el nombre a “Sexy Naughty Cheeky” por el adjetivo de “bitchy” en el título.
No obstante, Tata fue votada a una de “Las 50 mujeres más deseadas del mundo” en Malasia. En Singapur, ella fue elegida, para un desfile a Srta. Singapur. Ella abrió su camino a la fama cuándo en la India prestó su voz en la canción “Dhoom Dhoom” para la película “Dhoom” de Bollywood. Más adelante ella emprendió viaje hacia Filipinas e Indonesia llegando a 20.000 fanes haciendo cola para verla. En Corea del Sur un cantante coreano muy famoso llamado “H” le invitó a cantar con él a dueto “I Think of You”. Esta canción es el cuarto sencillo de Tata de su disco debut “I Believe”.
En Taiwán, Tata sintió ser la primera artista tailandesa invitada a “the Golden Melody Awards” – En Taiwán es equivalente a los Grammy. Tata ha trabajo con artistas como Vanness Wu-F4, Jay Chou, Lee-Hom Wang, Jolin Tsai y otros artistas. En China “Sexy Naughty Bitchy” y “I Believe” escalaron a lo más alto de las listas. Su éxito se hizo famoso en Asia Sur-Oriental, la India y la China, con más énfasis en Japón. “Sexy Naughty Bitchy” llegó a lo más alto en las listas japonesas.
Su video musical salió en las grandes pantallas durante 10 minutos en el distrito de Shibuya en Japón.
Vendió 300.000 millones de copias, una figura asombrosa para una cantante como ella, dio seis conciertos en Fukuoka, Osaka, Yokohama, Nagoya, Sendai y Tokio. Los japoneses hicieron que el concierto sea uno de los más booms del año.
Su segundo disco en idioma inglés, fue TEMPERATURE RISING, lanzado en agosto del 2006 en Japón, USA y otros países, su primer sencillo es “EL NIN-YO!”, también canciones hechas por Diane Warren, Paul McCartney y otros artistas. Su disco pudo dejar boquiabiertos con su imagen sexy y atractiva al público tailandés. Un crítico vocal ha sido el Rabiabrat mayor Pongpanich, un exsenador y perro guardián para criticar a las féminas, él dijo sobre Tata “Ella es demostración justa de sus pechos”. Rabiabrat fue cotizado como diciendo por el diario tailandés el negocio, Krungthep Turakij dijo esta declaración dura contra ella “La gente que va a los conciertos no va a escuchar su música pero está perdiendo mucho dinero para ver los pechos, caderas, un vientre y un culo que puede bailar” Rabiabrat fue cotizado como diciendo por otro diario tailandés, las noticias diarias. Tras estas declaraciones en la página del periódico arremetieron contra la cantante incluso salió en el periódico Qué! Las declaraciones del exsenador a Tata Young. Pero esto no impidió que la cantante diera pasó a su disco en Alemania y Australia, en Australia hará una entrevista exclusiva para promocionar su disco en el país. También le han dado un paso más adelante a la fama el reciente remix de su canción “ZOOM” por la cantante Ashley Tisdale llamándola Don’t Touch (Zoom).Se sabe que ha sacado Zoom y llegó al 10 en MTV ASIA y por lo momento lo más nuevo es “Come Rain Come Shine”. 
Los Sims: Las 4 estaciones tiene la nueva canción “Zoom” de Tata Young junto a “Smile” de Lily Allen y otras muchas más.

### 2008
En 2008 Tata Young lanzó su disco llamado "One Love" Un disco en Tailandés con frases y líneas en inglés. Tata Young lanzó el 14 de febrero de 2008 su video promocional titulado con el nombre del disco "One Love" A la cual llamaron la canción más inspiradora de Tata Young debido a su significado y su hermosa letra. También realizó una larga gira promocional para su disco, con la que se retiraría nuevamente para entrar al estudio de grabación para su tercer álbum en inglés "Ready For Love".

### 2009
En 2009 saco a la venta su Tercer Álbum en inglés, con el cual siguió cosechando éxito por toda Asia. Con este Álbum Tata Young ha logrado sobresalir con su carrera de cantante, ya que hizo una gira por toda Asia, parte de Europa y Australia. Llegó a los puestos número 1 de la radio con el sencillo promocional "Ready For Love". Después vendría el nuevo sencillo "My Bloody Valentine" con el que nuevamente se colocaría en los puestos número 1 de la radio y canales de videos. Además de realizar labores altruistas como ayuda a las personas necesitadas. También participó en importantes pasarelas como modelo. Después de todo el trabajo realizado, con giras, pasarelas y muchas cosas más, Tata Young decide tomar un descanso a principios de 2010.
A finales de 2010 y principios de 2011 se rumora de que está de nuevo en el estudio de grabación componiendo y grabando canciones para su nuevo álbum.

### 2011-presente
Actualmente, Tata Young se encuentra grabando un nuevo disco en tailandés, además de que ha sido invitada a conducir varios programas y conciertos musicales como en Tailandia y Malaysia. También sigue siendo la imagen de varias marcas muy reconocidas en Tailandia y todo el Mundo.
En septiembre de 2011, Tata Young presentó su canción titulada "Let's Play" marcando esto como su regreso.

## Lista de canciones
1. "Ready For Love" (Alex Smith, Mark Taylor, Ayak Thiik)[1] 3:42
2. "Mission Is You" (Hiten Bharadia, Philippe-Marc Anquetil, Christopher Lee-Joe)[2] 3:03
3. "Burning Out" (Kinnda Hamdin, Didrik Thott, Sebastian Thott, Ameerah El Ouiglani)[3][4] 3:44
4. "My Bloody Valentine" (Alex James, Fridolin Nordsoe, Busbee) [5] 3:51
5. "Ugly" (Tysper, Mack)  3:22
6. "Words Are Not Enough" (Martin Ankelius)  4:06
7. "Suffocate" (Hawes Timothy, Mhondera Obi Simbarashe)[6] 3:50
8. "Shine Like A Superstar"(Ian Mack, Stuart Crichton, Tommy Lee James)  2:54
9. "Perfection" (Billy Steinberg, Josh Alexander, Ruth-Anne Cunningham, Leona Lewis)[3] 3:16
10. "Boys Will Be Boys"(Chris Braide, Andreas Carlsson)  3:33
11. "Love Is The Law"(Anders Wollbeck, Mattias Lindblom, Daniel Presley) [7] 4:10
12. "Exposed" (Jaimes Steve Welton, Sela Winston, Swain Anthony John)[8] 3:30

Bonus
1. "Music Video “Ready For Love”[9]
2. "Making Of “Ready For Love”

## Discografía
| Tailándes Álbumes 1995: Amita Tata Young . 1997: Amazing Tata . 2001: Tata Young . 2003: Real TT . 2005: Dangerous Tata . 2008: One Love . Álbumes recopilatorios 1998: Tata Remix . 2000: Best Selected . 2006: Best of Tata Young . Álbumes especiales 1995: Tata 1,000,000 Copies Celebration . 1996: 6-2-12 . 1997: Mos & Tata . 1998: O-Negative . 1998: Reach for the Star – 13th Asian Games. | Inglés Álbumes 2004: I Believe . 2006: Temperature Rising . 2009: Ready For Love . 2011: Let's Play (New Single) . Álbumes especiales 2004: Dhoom - Dhoom Dhoom (Soundtrack Album). |

## Filmografía
- 1997 - La Bicicleta Roja (จักรยานสีแดง)
- 1998 - O-Negative

## TV Drama
- 2002 - ปลายเทียน (The Candle)

## Premios
- 1990: Premios de Música Nissan:
  - Mejor cantante.
- 1995: Premios Voto Popular:
  - Cantante favorita.
  - Mejor cantante.
  - Mejor videoclip.
- 1997: Revista Elle:
  - "Una de las 10 personas más influyentes en Tailandia".
- 1999: Organización Tailandesa de Música:
  - Cantante Favorita.
- 2000:Premios Revista Cosmopolitan:
  - Premio Femenino.
- 2004:Premios 95,5 Virgin Hitz:
  - Álbum del año "I Believe".
  - Artista Favorito del Año.
- 2004:MTV Immies: Excelencia musical India:
  - Mejor Acto Pop Internacional Femenino.
- 2005:Premios Discos de Oro de Japón:
  - Nuevo Artista del Año.
- 2005:Revista FHM Las 100 mujeres más sexy del mundo:
  - Cantante más sexy de Tailandia.
- 2005:Premios Canal [V]:
  - Artista internacional más femenina del año.